# Rafael Palmero Romero
Rafael Palmero Romero (Madrid, 14 de setembre de 1944 - 29 de setembre de 2006) és un director artístic de cinema i escenògraf espanyol. Va obtenir tres Premis Goya i ha col·laborat amb directors com Carlos Saura, Mario Camus, Luis García Berlanga i José Luis Cuerda Martínez.

## Biografia
Va estudiar decoració a l'Escola Oficial de Cinema i des de 1969 fins 1987 va treballar a TVE on va ser nombroses col·laboracions com Fortunata y Jacinta, Teresa de Jesús o La forja de un rebelde. Ha estat professor de Direcció Artística a l'Escuela de Cine y Audiovisuales de la Comunidad de Madrid (ECAM) i a la Universitat Francisco de Vitoria.
A començament dels anys 1970 va començar a col·laborar en cinema, en la pel·lícula Cría cuervos de Carlos Saura. Després va continuar amb Mario Camus, treballant a les seves pel·lícules Los días del pasado (1978), Los santos inocentes (1984), La vieja música (1985), La casa de Bernarda Alba (1987), Sombras en una batalla (1993), Adosados (1996) o La playa de los galgos (2002). També ha treballat per Antonio Giménez Rico a El disputado voto del senyor Cayo(1986) i a Jarrapellejos (1988), amb Luis García Berlanga a La escopeta nacional (1978) i Todos a la cárcel (1993), amb José Luis Cuerda Martínez a La viuda del capitán Estrada (1991) i La marrana (1992), amb Jaime Chávarri a A un dios desconocido (1977). amb Miguel Picazo a Extramuros (1985) amb José Luis García Sánchez a Pasodoble (1988), amb Julio Medem a Vacas (1992), i amb Patricia Ferreira a El alquimista impaciente (2002).
Fou guardonat amb el Goya a la millor direcció artística el 1987 per La casa de Bernarda Alba i el 1990 per ¡Ay Carmela!, i va compartir el Goya al millor disseny de vestuari el 1990 per ¡Ay Carmela!.